# 基幹林道前日光線

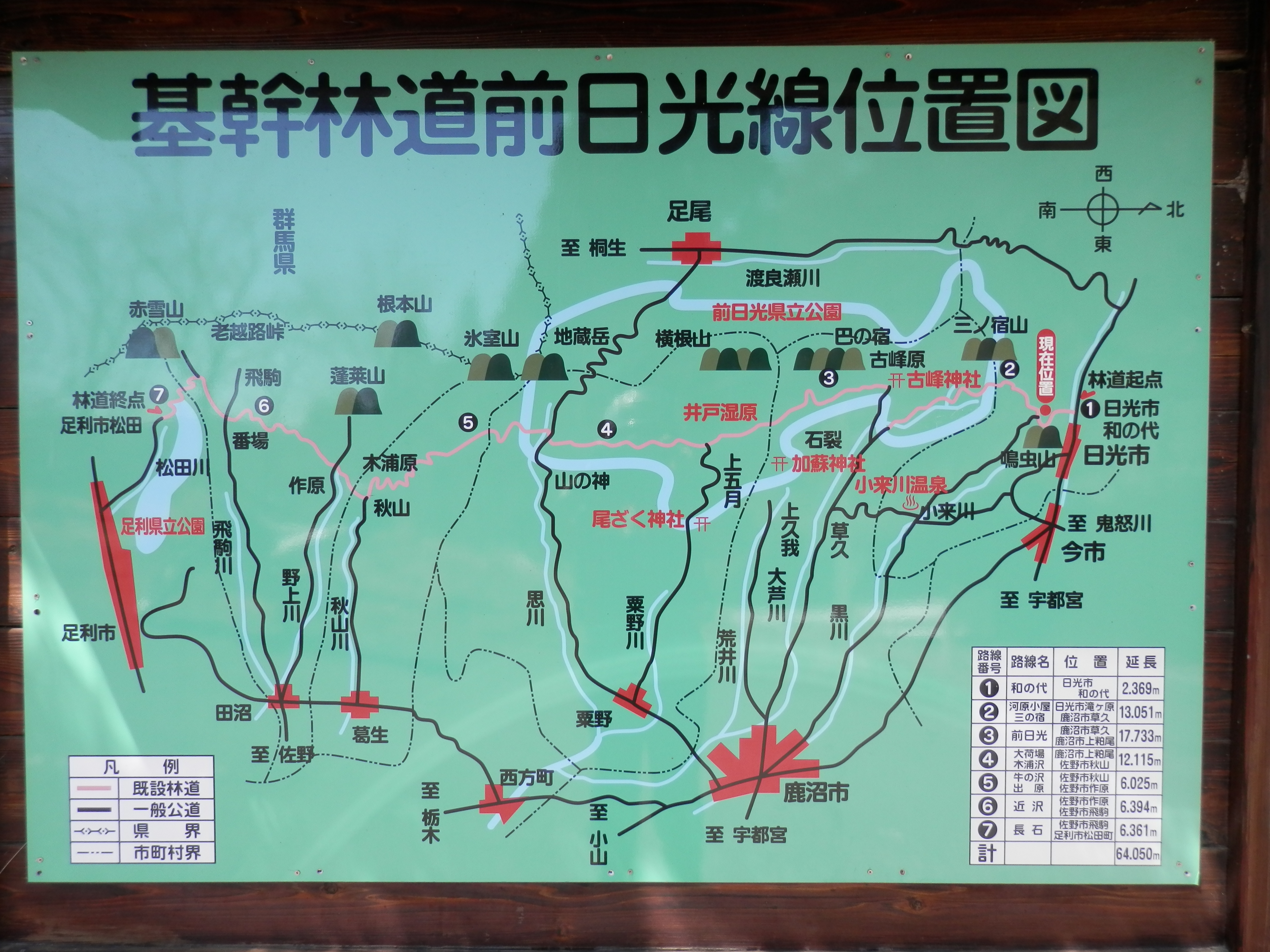
基幹林道前日光線位置図

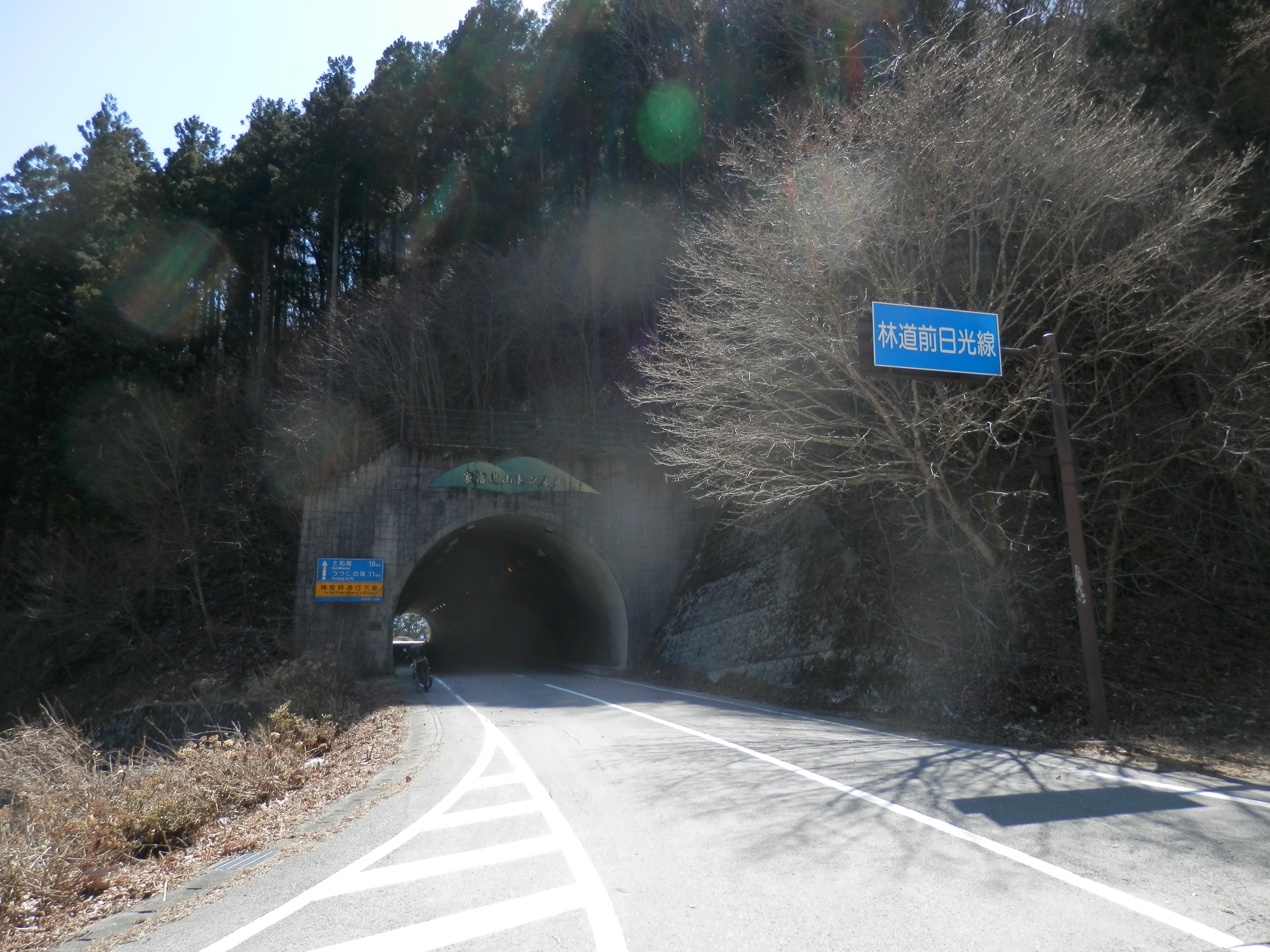
林道前日光線起点と家富連山トンネル

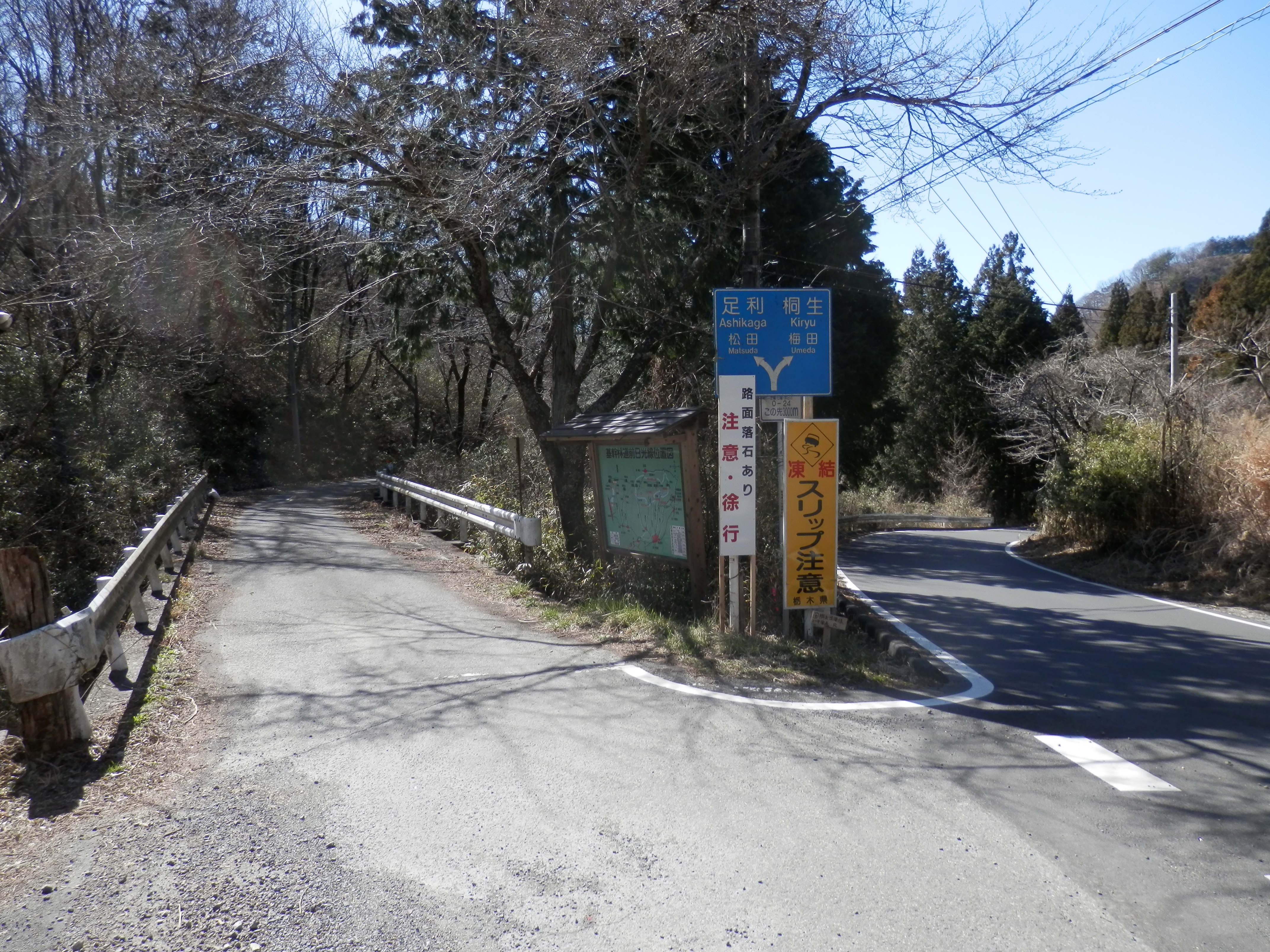
林道長石線起点（老越路峠）右は群馬県道・栃木県道66号桐生田沼線

基幹林道前日光線（きかんりんどうまえにっこうせん）は、栃木県日光市と同県足利市を結ぶ林道である。

## 概要
総延長約64km（重複する県道区間は含まない）に及ぶ林道で、複数の林道が組み合わさってできている。

### 路線データ
- 起点：栃木県日光市清滝和の代町
- 終点：同県足利市松田町

### 通過する林道
- 和の代線（日光市清滝和の代町）:延長2,369m
- 河原小屋三の宿線（日光市滝ヶ原〜鹿沼市草久）:延長13,051m
- 前日光線（鹿沼市草久〜鹿沼市上粕尾）:延長17,733m
- 大荷場木浦沢線（鹿沼市上粕尾〜佐野市秋山）:延長12,115m
- 牛の沢出原線（佐野市秋山〜佐野市作原）:延長6,025m
- 近沢線（佐野市作原〜佐野市飛駒）:延長4,670m
- 長石線（佐野市飛駒〜足利市松田町）:延長6,361m

## 路線状況
全線にわたってアスファルトで舗装された林道である。勾配やカーブは林道らしく急な箇所が多い。隘路区間も多く、離合が困難な場合が多い。足尾山地を走り、観光地が沿線に少ない。交通量は少ないが林業従事者、または猟期には狩猟者の自動車などが走る場合がある。

## 地理

### 通過する自治体
- 栃木県
  - 日光市 - 鹿沼市 - 佐野市 - 足利市

### 交差する道路
- 国道120号
- 栃木県道58号草久足尾線
- 栃木県道15号鹿沼足尾線
- 群馬県道・栃木県道66号桐生田沼線

### 沿線
- 古峯神社
- 松田川ダム